# Birgitta Knutsdotter Olofsson
Birgitta Knutsdotter Olofsson, född 18 november 1929 i Göteborg, är en svensk barnpsykolog. Hon var 1952–1972 gift med författaren Rune Pär Olofsson.
Olofsson, som är dotter till kyrkoherde Knut Ericson och gymnastikdirektör Greta Larsson, blev filosofie kandidat 1952, filosofie doktor 1975, docent 1990 och biträdande professor 1993. Hon var byrådirektör vid Brottsförebyggande rådet (BRÅ) 1975–1976 och lektor på förskollärarutbildningen vid Lärarhögskolan i Stockholm 1976–1994. Hon var expert i en utredning om ungdomsbrottslighet vid Justitiedepartementet 1971–1973 och medlem i en arbetsgrupp om ungdomsbrottslighet vid Europarådet 1975–1979.